# Mucropetraliella vultur
Mucropetraliella vultur är en mossdjursart som först beskrevs av Walter Douglas Hincks 1882.  Mucropetraliella vultur ingår i släktet Mucropetraliella och familjen Petraliellidae. Utöver nominatformen finns också underarten M. v. gaudialis.